# Iglesia de San Juan Bautista (Mata de Hoz)
La Iglesia de San Juan Bautista, en Mata de Hoz, en el municipio de Valdeolea (Cantabria, España), fue declarada Bien de Interés Cultural en el año 1993. Se encuentra en el centro del pueblo, a donde se llega por carretera desde Matamorosa o desde la capital municipal. 

## Historia
Se trata de una iglesia románica con elementos protogóticos, del siglo XIII, con reformas desde el siglo XV al XVIII, añadiéndosele la sacristía y dos capillas.

## Descripción
Se trata de una iglesia sencilla, con [[presbiterio 
(arquitectura)|presbiterio]] recto, de una 
sola nave rematada por un ábside semicircular y muros de sillería. En la puerta de acceso que hay en la fachada meridional pueden verse arquivoltas de medio punto, apoyadas en capiteles geométricos y vegetales. Sobresale respecto al lienzo del muro, con una cornisa sostenida por canecillos y decorada con rombos. El ábside, al exterior, tiene un solo vano, una ventana flanqueada por contrafuertes sobre los que se alzan columnas; está coronado por una cornisa apoyada en canecillos simples.
En el interior, el acceso al ábside es mediante arco de medio punto sostenido por columnas cuyos capiteles representan animales (león y centauro a la izquierda y bichas a la derecha), así como dos hombres.
Lo más destacado de la iglesia son sus pinturas murales góticas que cubren los muros y la bóveda del ábside a lo largo de tres franjas horizontales. Representan temas del Nacimiento de Jesús y de la vida de San Juan Bautista: la Anunciación, la Visitación, la Natividad, la Adoración de los Reyes, la Circuncisión, la degollación de San Juan Bautista.
A su autor, anónimo, se le conoce como "maestro de San Felices", por haberse identificado por primera vez en relación con la ermita de San Felices de Castillería (Palencia). Se le atribuyen varias de las pinturas de la zona, por tener un mismo estilo gótico lineal: se usa la técnica de fresco seco y los mismos pigmentos, hay escasa perspectiva, las escenas se enmarcan con gruesas líneas grises, ocres y blancas como si fuera un retablo o un tebeo. A este maestro de San Felices se le atribuyen las pinturas de Valberzoso, San Cebrián de Mudá y San Felices de Castillería en Palencia, así como las de Santa Eulalia en La Loma y Las Henestrosas en Valdeolea.